# Alcide Ebray
 (septembre 2022).
Alcide Ebray, né à Saint-Loup (Rhône) le 16 octobre 1862 et mort le 4 juin 1957 à Genève, est un diplomate et publiciste français, d'obédience protestante. Il publie nombre d'essais politiques, notamment des pamphlets dans les années 1920, contre les traités en général et contre la pensée régnante sur les responsables de la Grande guerre.

## Parcours professionnel
Alcide Ebray a été rédacteur diplomatique à la Revue des deux Mondes et à la Revue politique et parlementaire.
Il est nommé consul général de France à New York par Théophile Delcassé en 1905, puis transféré comme ministre résident à La Paz (Bolivie). Il donne sa démission dans une lettre du 24 avril 1907 adressée au ministère des Affaires étrangères et publiée dans le journal Le Gaulois.

## Vues politiques
En 1898, il critique la mission Marchand qui place la France dans une situation difficile. Il estime que la France a perdu en « prestige politique » à cause de sa reculade face aux menaces de guerre de l'Angleterre, mais se satisfait de la résolution pacifique du conflit.
En 1899, il considère souhaitable une amélioration des rapports franco-allemands. Pourtant, il sera un grand défenseur de l'alliance franco-russe à la fois comme alliance défensive contre l'Allemagne et comme assurance pour poursuivre sa politique coloniale. Durant la guerre russo-japonaise, il souhaite la victoire de la Russie.
Alcide Ebray justifie les conquêtes de la domination européenne sur les peuples africains et asiatiques par la supériorité de la civilisation occidentale, mais déplore l'exploitation commerciale par des tiers de colonies que la France s'est donnée la peine de conquérir et d'organiser.
En 1935, dans la préface d'un ouvrage intitulé Les 33 invasions françaises. 1618 à 1870-1871 signé Historicus, il écrit : « Je devais consacrer le premier chapitre [du livre qu'il n'a pas écrit parce que Historicus avait écrit le sien] à montrer que, au cours de l'histoire, c'était la France qui s'était comportée comme l'ennemi héréditaire de l'Allemagne plutôt qu'inversement. »
Le 10 juillet 1943, Le Devoir a publié une « Lettre d'Europe » d'Alcide Ebray, installé en Suisse. À propos de la parution de ce texte, le journal Le Canada écrit : « si M. Alcide Ebray n'est pas un agent de l'Allemagne, il en est l'instrument aveugle. Si M. Alcide Ebray n'est pas une canaille, c'est un imbécile ».

## Œuvres

### La France qui meurt, 1910
L'auteur revient sur ce qu'il nomme « l'année infâme » de 1905 où les relations franco-allemandes se tendent (crise de Tanger, démission de Delcassé, etc.). Il regrette que la France ne résiste pas davantage à l'Allemagne,.

### La paix malpropre (Versailles), 1924
Le titre de l'ouvrage serait inspiré des paroles de M. Asquith pour qui le traité de Versailles ne permettait pas une « paix propre ».
Dans cet ouvrage dense, Alcide Ebray revient sur les causes de la Grande guerre où l'unique responsabilité est communément attribuée à l'Allemagne (article 231 du Traité de Versailles). Il invoque en effet le rôle joué par les pays de l'Entente dans le déclenchement de la guerre. Conscient que son ouvrage sera mal perçu en France, Alcide Ebray le publie en Italie et précise en préface que son objectif est « de travailler à la réconciliation des belligérants de la grande guerre en montrant la vérité d'une manière absolument objective. »
Alcide Ebray fait notamment remarquer que la déclaration de guerre de l'Allemagne est une « riposte à la mobilisation russe ».

### Chiffons de papiers, pour la réconciliation par la vérité, 1926
Dans cet essai, Alcide Ebray s'attache à démontrer par pléthore d'exemples historiques (remontant jusqu'au XVIIIe siècle) que les traités ont souvent été violés par les États, devenant des « chiffons de papiers » qu'on ne prend plus en compte. Ebray cite entre autres la violation du traité de Vienne par la France en 1830, la violation par la France de l'Acte d'Algérisas de 1906, la violation par l'Allemagne de la neutralité belge et la violation des Alliés de la neutralité grecque durant la Première Guerre mondiale.